# Gwardia (wojsko)
Gwardia (wł. guardia – straż) – początkowo straż przyboczna monarchy lub wodza, później doborowe oddziały wojska. Stacjonowały głównie w stolicy państwa.
Gwardia jako liczna grupa wojsk liniowych po raz pierwszy pojawiła się w czasach starożytnego Rzymu. Stanowił ją korpus pretorianów, który radykalnie został zmniejszony za panowania cesarza Dioklecjana, a ostatecznie rozwiązany za Konstantyna Wielkiego.
W średniowieczu istniała jedynie gwardia pałacowa złożona z drabantów uzbrojonych na ogół w halabardy. Tworzona była celem ochrony panującego, a także dla parady. Zalążki gwardii jako doborowych oddziałów liniowych zaczęły pojawiać się w XV wieku, a w wieku XVII taka forma gwardii stała się powszechna w całej Europie. Największą popularność gwardia zyskała sobie w wiekach XVIII i XIX (szczególnie w jego pierwszej połowie). Zwykle wchodziło w jej skład kilka pułków piechoty i jazdy.

## Gwardia na świecie

### Francja
W napoleońskiej Francji istniał zalążek gwardii liczący 320 żołnierzy, który zwano gwardią konsularną. W 1802 roku gwardia konsularna liczyła już 6844 żołnierzy, w roku 1804, gdy przekształcona została w gwardię cesarską, jej stan wynosił 9773 żołnierzy. Składała się wówczas z pułków grenadierów, strzelców, grenadierów konnych, strzelców konnych, legionu żandarmerii, batalionu marynarzy i 2 kompanii artylerii. W 1807 roku utworzono nowe jednostki, które otrzymały miano młodej gwardii, by odróżnić je od istniejącej poprzednio starej gwardii. W 1812 roku młoda gwardia liczyła 57 346 żołnierzy, a w roku 1813 aż 81 000 żołnierzy. Elitarne oddziały gwardii używano w decydujących momentach bitew. Po pierwszej restauracji Burbonów gwardia cesarska przekształcona została w zwykłe jednostki liniowe, a po Stu dniach została całkowicie rozwiązana. W okresie II cesarstwa w latach 1854–1870 istniała odtworzona gwardia w postaci korpusu.

### Inne kraje
Silne korpusy gwardyjskie powstały także w Prusach i w Rosji. Gwardia stała się popularna także w mniejszych państewkach niemieckich – w Saksonii na przełomie XVII i XVIII wieku gwardia elektorska dzieliła się na pieszą (120 żołnierzy) i konną (450 żołnierzy). Armia polska starła się z gwardią rosyjską w okresie powstania listopadowego podczas bitwy pod Ostrołęką.
W czasach I wojny światowej na frontach walczyły gwardia niemiecka, rosyjska i brytyjska. W wyniku rewolucji gwardia niemiecka i rosyjska przestały istnieć. W II wojnie światowej walczyła gwardia brytyjska (dywizja pancerna), gwardia japońska (3 dywizje piechoty) i gwardia rumuńska (dywizja piechoty). 
W ZSRR jednostki gwardyjskie utworzono na podstawie rozkazu z 18 września 1941 roku. Dywizje piechoty o numerach 100, 127, 153 i 161 zmieniono na gwardyjskie dywizje piechoty o numerach od 1 do 4. Do końca istnienia Związku Radzieckiego często nadawano oddziałom wojskowym miano gwardyjskich, a żołnierze tych wyróżnionych jednostek nosili specjalne odznaki. Oprócz tego, że były do jednostki doborowe, służący w nich oficerowie otrzymywali półtora raza wyższy żołd a szeregowi żołnierze dwukrotnie wyższy niż żołnierze służący w innych jednostkach Armii Czerwonej. W XX wieku gwardia była równie popularna tylko w Wielkiej Brytanii.

## Gwardia w Polsce

### Przed rozbiorami
W Rzeczypospolitej oddziały gwardyjskie pojawiły się w XVII wieku jako prywatne wojsko królów utrzymywane ze skarbu królewskiego. Istniały również oddziały gwardyjskie jako wojska państwowe. Po reformach Sejmu Niemego istniały 4 regimenty gwardii – po jednym regimencie piechoty i jazdy w Koronie i na Litwie: Regiment Gwardii Pieszej Koronnej, Regiment Gwardii Pieszej Wielkiego Księstwa Litewskiego, Regiment Gwardii Konnej Koronnej, Regiment Gwardii Konnej Wielkiego Księstwa Litewskiego.
W roku 1780 gwardia liczyła według etatu 2892 żołnierzy, co stanowiło 16,8% całej armii. W czasie Sejmu Czteroletniego powiększona została do 3310 żołnierzy, w tym 765 jazdy. Z powodu szybkiej kapitulacji Stanisława Augusta nie zdążyła wziąć udziału w wojnie z Rosją.
Po przegranej wojnie latem 1793 gwardia polska liczyła jeszcze 2980 żołnierzy, jednak wkrótce po tym wraz z całą armią Rzeczypospolitej została zredukowana. Podczas insurekcji kościuszkowskiej w 1794 roku liczyła około 3000 żołnierzy.

### Okres napoleoński
W okresie Księstwa Warszawskiego armia polska nie miała własnej gwardii, jednak niektóre polskie oddziały wchodziły w skład francuskiej Gwardii Cesarskiej. W skład Starej Gwardii wchodził utworzony w 1807 roku 1 Pułk Szwoleżerów-Lansjerów, natomiast w skład młodej gwardii wszedł istniejący w latach 1812–1813 3 pułk lekkokonny, wcielony później do 1 pułku lekkokonnego. W skład Młodej Gwardii wszedł także utworzony w 1813 roku 3 pułk eklererów, który także wcielono do 1 pułku lekkokonnego. Złożona z 4 pułków Legia Nadwiślańska włączona została w skład Młodej Gwardii 3 marca 1812 roku pod nazwą Legia Księstwa Warszawskiego. We wrześniu 1813 roku włączono do Starej Gwardii batalion podpułkownika Stanisława Kurcyusza, składający się z weteranów polskiego VIII Korpusu Wielkiej Armii.

### Królestwo Kongresowe
W czasach Królestwa Kongresowego oddziały gwardii polskiej wraz ze stacjonującymi w Warszawie oddziałami gwardii litewskiej tworzyły tzw. korpus rezerwowy. W 1830 roku istniały następujące jednostki gwardii polskiej: pułk grenadierów gwardii (podczas powstania listopadowego pułk grenadierów), pułk strzelców konnych gwardii (podczas powstania 5 pułk strzelców konnych), bateria pozycyjna konna gwardii (w powstaniu 4 lekka bateria artylerii konnej), półbateria rakietników konnych (w powstaniu 3 lekka bateria artylerii konnej) oraz batalion saperów. Wszystkie te oddziały wzięły udział w wojnie polsko-rosyjskiej w 1831 roku, a wyróżniły się w niej szczególnie 5 pułk strzelców konnych oraz dowodzona przez Józefa Bema 4 bateria konna.